# Papier amate

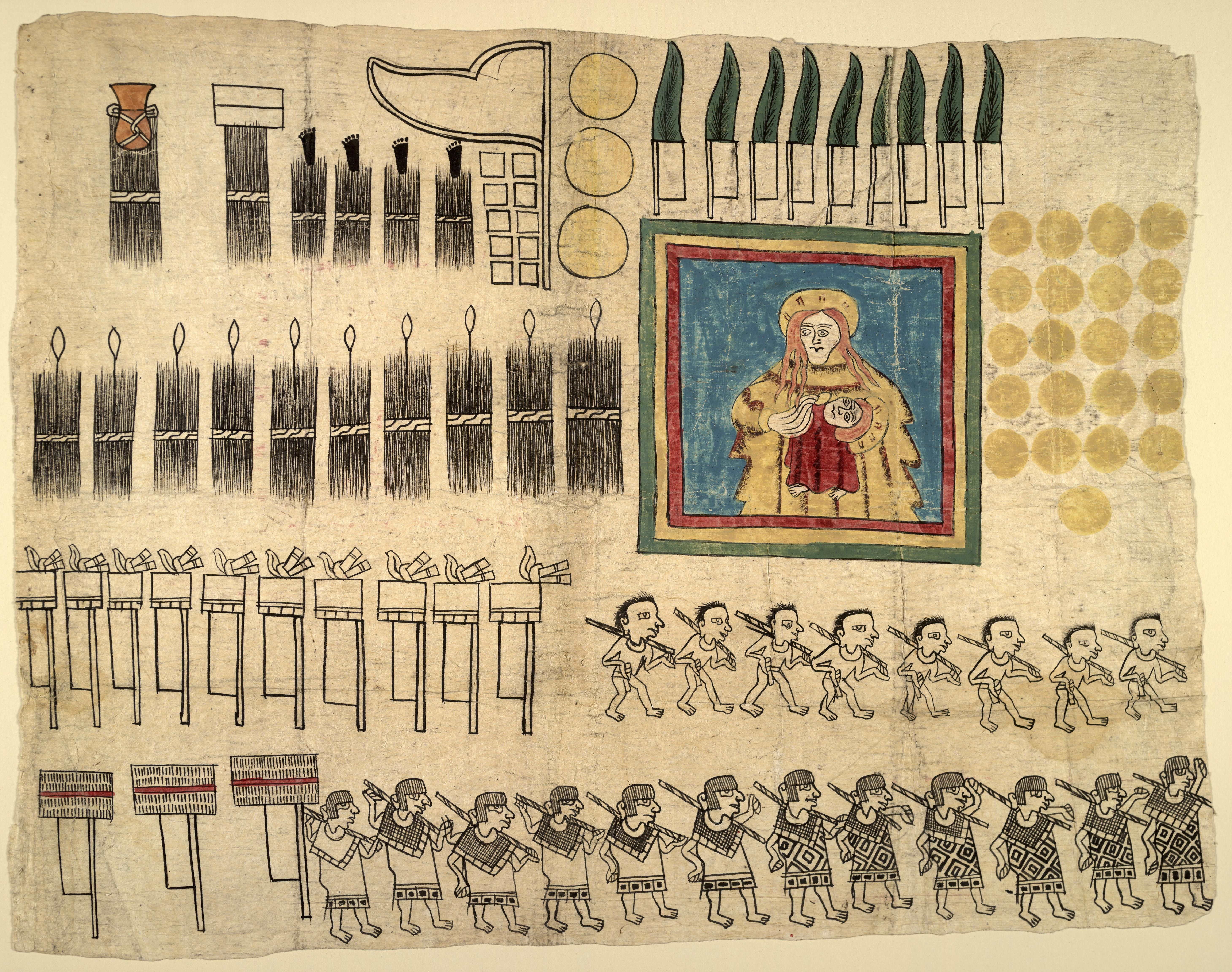
Fragment Kodeksu Huexotzinco, zapisany na papierze amate

Współczesne malowidło, inspirowane tzw. kalendarzem azteckim

Papier amate (z języka nahuatl āmatl) – rodzaj papieru otrzymywanego na terenie przedkolumbijskiego Meksyku z kory figowca Ficus glabra i pokrewnych gatunków z tego rodzaju.
Rozdrobnioną korę drzewa macerowano przez długi czas w mieszaninie wapna i popiołu, otrzymaną masę ściskano między deszczułkami i następnie suszono na słońcu. W czasach hiszpańskich amate stracił na znaczeniu, wyparty przez papier europejski (chiński), lecz tradycyjne techniki produkcji nigdy zupełnie nie zanikły. W XX wieku zainteresowanie naukowców doprowadziło do odrodzenia tej tradycji przy wsparciu ze strony władz meksykańskich. Promowano zarazem lokalnych malarzy, wykorzystujących jako materiał papier amate. Obecnie malowidła na papierze amate stanowią popularną pamiątkę sprzedawaną turystom  . 
Z hiszpańskich dokumentów wynika, że w Dolinie Meksyku rzemieślnicy Azteków i Otomi wykonujący papier amate w okresie po konkwiście, namaczali przez kilka godzin gałęzie figowców w wodzie, a następnie odrywali z nich korę długimi pasami i oddzielali jej wewnętrzną warstwę, którą następnie tłukli na miazgę żłobkowanymi tłuczkami kamiennymi. Następnie rozbite w ten sposób długie włókna cięto na fragmenty o odpowiedniej długości i na płaskim kamieniu utłukiwano kamiennymi młotkami w kształt przyszłej karty papieru. Kartę następnie wygładzano kolejnym kamiennym narzędziem, a ostatecznie posypywano warstwą drobno przesianego stiuku, który łączył się z wilgotnymi włóknami i tworzył białe podłoże umożliwiające pisanie bądź malowanie. Majowie stosowali w tym celu węglan wapnia lub specjalną pastę gipsową.

## Kodeksy Majów
Tak przygotowane karty często klejono w dłuższe kodeksy składane harmonijkowo. Wszystkie cztery zachowane do współczesności kodeksy Majów napisano na papierze amate z figowców lub morw.  
Tworzenie przez Majów książek z papieru amate jest dobrze poświadczone już w okresie klasycznym (200–600 rok n.e.), zarówno w przedstawieniach artystycznych (murale, zdobione naczynia), w epigrafice (odniesienia do książek – hu’n w klasycznym majańskim oznacza papier lub księgę; wzmianki o skrybach – tz’ib), a także w znaleziskach archeologicznych (narzędzia do tłuczenia kory na pulpę, zdobione kamienne i drewniane pojemniki na kodeksy, a także rezydencje skrybów). Książki te były bogato zdobione, chroniły je drewniane okładki oprawiane w skórę jaguara, z ikonografii wiemy także, że były traktowane jako drogocenne przedmioty o olbrzymiej wartości materialnej i religijnej. Do współczesności zachowały się jednak zaledwie cztery kodeksy Majów, wszystkie z okresu postklasycznego (1000–1519 n.e.): drezdeński, madrycki, paryski i Grolier. Ponadto zachowały się nieliczne fragmenty odnajdowane na przykład w grobach możnych. Kodeksy są niezmiernie rzadkie nie tylko ze względu na wilgotny i gorący klimat Jukatanu i Peten, ale także na fakt, że Hiszpanie uznawali księgi Majów za bluźniercze i rutynowo je palili w okresie po podboju ziem Majów.